# Nova Zembla

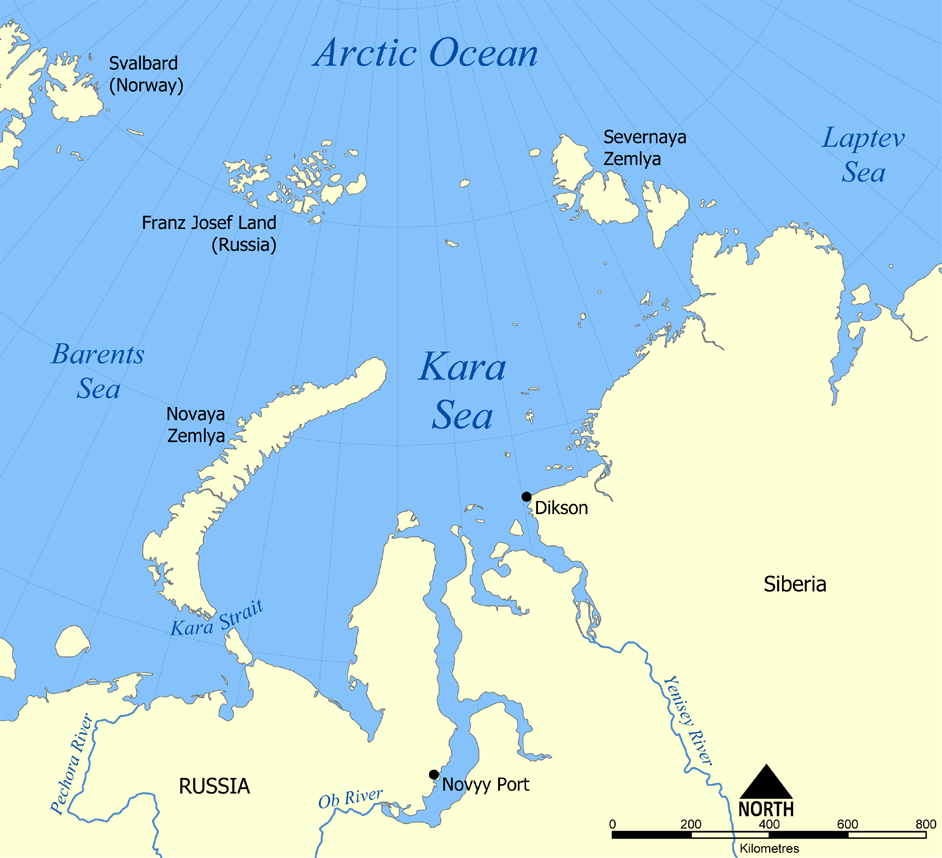
Localização do arquipélago de Nova Zembla entre o mar de Barents e o mar de Kara, oceano Árctico

Nova Zembla (em russo Нoвая Зeмля Nóvaya Zemlyá, "Terra Nova") é um arquipélago russo no oceano Ártico. Localizado entre o mar de Barents, a oeste, e o mar de Kara, a leste, Nova Zembla está separado pelo estreito de Kara da ilha Vaigatch — por sua vez, separado do continente europeu por um estreito de cerca de 10 km de largura.
Nova Zembla compõe-se de duas grandes ilhas — ilha Severny (norte) e ilha Yuzhny (sul) —, separadas por um estreito canal, o estreito de Matochkin, e de um número considerável de ilhas adjacentes. Embora geologicamente constitua o prolongamento para norte dos montes Urais, o arquipélago é incluído na Europa.

## História
Os russos conhecem a ilha desde pelo menos o século XI, quando caçadores de Veliki Novgorod ali aportaram. 
A ilha foi palco da maior explosão nuclear de todos os tempos, detonada como experiência nuclear pela União Soviética em 30 de outubro de 1961. O dispositivo foi reduzido de seu design original de 100 megatons para 57 megatons, com intenção de minimizar a escala de destruição.
A Tsar Bomba foi detonada às 11:32, aproximadamente 73° 51′ N, 54° 30′ L sobre o campo de testes na baía de Mityushikha, ao norte do Círculo Polar Ártico na ilha de Nova Zembla. Ela foi lançada de uma altitude de 10 500 metros, e programada para detonar a 4 000 metros acima da superfície terrestre (4 200 metros acima do nível do mar) por sensores barométricos.
A Tsar Bomba era uma bomba de hidrogênio de estágios múltiplos com uma potência em torno de 50 megatons (Mt). Houve forte incentivo para a redução de potência, já que a maioria dos resíduos radioativos resultantes do teste da bomba acabaria chegando ao próprio território soviético.
O peso e o tamanho da Tsar Bomba limitaram o alcance e a velocidade do bombardeiro especialmente modificado que a carregava, o que a tornou impossível de ser carregada por um ICBM (Intercontinental Ballistic Missile). Muito de sua alta potência era ineficientemente irradiada para o espaço. Foi estimado que, se detonada no seu design original de 100 Mt, o montante de resíduos radioativos seria correspondente a 25% de toda a radiação emitida na Terra desde a invenção das armas nucleares. Os soviéticos chegaram à conclusão de que um teste de tamanha potência criaria uma catástrofe nuclear e tinham a certeza de que o avião bombardeiro que a lançasse não alcançaria um lugar seguro após a detonação.

## Demografia
Segundo o censo de 2021, em Nova Zembla residem 3 576 pessoas, a maioria em Belushya Guba, na ilha Yuzhny (1 972 habitantes). A ilha Vaigatch possui apenas 102 habitantes (Censo de 2012), enquanto que a ilha Severny, a maior do arquipélago, é desabitada.

## Geografia e clima
O centro das ilhas é montanhoso, com o ponto mais alto a atingir os 1 547 metros. A ilha mais a norte alberga numerosos glaciares, enquanto a ilha do sul tem uma paisagem de tundra. As ilhas tem cobre, chumbo e zinco, como recursos naturais.
O clima é polar com mínimas de -30 ºC e máximas de 5 ºC ao longo do ano.